# Штайнер, Скотт
Ско́тт Ка́рл Рехшта́йнер (англ. Scott Carl Rechsteiner, род. 29 июля 1962, Бей-Сити, Мичиган) — американский рестлер и бывший борец, получивший известность под именем Ско́тт Шта́йнер (англ. Scott Steiner).
Штайнер, наиболее известен по своей работе в World Championship Wrestling (WCW), а также выступал в Jim Crockett Promotions (JCP), World Wrestling Federation/Entertainment (WWF/WWE), Total Nonstop Action Wrestling (TNA, позже Impact Wrestling) и Extreme Championship Wrestling (ECW). Он является четырёхкратным чемпионом мира: чемпион мира в тяжелом весе WCW, чемпион мира в тяжелом весе WWA, универсальный чемпион мира в тяжелом весе WWC и чемпион мира в тяжелом весе по версии WWA (Индианаполис). Он является восьмым чемпионом Тройной Короны WCW.
В 1980-х и 1990-х годах Штайнер выступал вместе со своим старшим братом Риком Штайнером в команде под названием «Братья Штайнеры». Вместе они семь раз становились командными чемпионами мира WCW. За пределами WCW Штайнер добился успеха в New Japan Pro-Wrestling, где он и Рик дважды становились командными чемпионами IWGP, и в World Wrestling Federation, где они также дважды выигрывали командное чемпионство мира.

## Ранняя жизнь
Скотт Рехштайнер родился в Бей-Сити, Мичиган, 29 июля 1962 года. Во время учёбы в Мичиганском университете он был борцом и весил 86 кг. Он стал трехкратным победителем турнира Big 10, заняв пятое место на первом курсе. В 1986 году он попал в NCAA Division I All-American и занял шестое место в стране в выпускном классе.

## Карьера в рестлинге

### Ранняя карьера (1986—1989)
Рехштайнер тренировался у доктора Джерри Грэма-младшего в клубе здоровья Торио в Толидо, Огайо, а также у Шейха, и дебютировал под своим настоящим именем в базирующейся в Индианаполисе World Wrestling Association в 1986 году. 14 августа 1986 года в Дирборне, Мичиган, Рехштайнер победил Великого Уоджо и завоевал титул чемпиона мира в тяжелом весе WWA. Он удерживал этот титул до 3 мая 1987 года, когда проиграл его Воджо в Толидо. Затем он сформировал команду со своим тренером Грэмом. 6 октября 1987 года они победили Криса Картера и Мохаммада Саада и завоевали титул командных чемпионов мира WWA. 6 декабря они проиграли титул Картеру и Дону Кенту.
В 1988 году Рехштайнер под своим настоящим именем перешел в базирующуюся в Мемфисе Continental Wrestling Association (CWA). Он сформировал команду с Билли Джо Трэвисом и 29 мая победил «Кубинских хористов», завоевав титул командных чемпионов мира CWA. 6 июня они проиграли титул Гэри Янгу и Дону Бассу. Рехштайнер и Трэвис вернули себе титул 27 июня, а 15 августа проиграли его The Rock 'n' Roll RPMs (Майк Дэвис и Томми Лейн). Рехштайнер сформировал новую команду с Джедом Грэнди, и 18 февраля 1989 года они свергли командных чемпионов мира CWA Роберта Фуллера и Джимми Голдена. Третье и последнее чемпионство Рехштайнера в CWA закончилось 25 февраля, когда Фуллер и Голден вернули себе титул. Вскоре после этого он покинул CWA.

### World Championship Wrestling (1989—1992)
Рехштайнер, под именем Скотт Штайнер, дебютировал в World Championship Wrestling (WCW) во время закулисного интервью на Chi-Town Rumble, а затем сопровождал своего брата Рика на ринге, когда тот проиграл титул телевизионного чемпиона мира NWA Майку Ротунде. Скотт начал выступать в одиночных поединках на шоу WCW, прежде чем Штайнеры начали объединяться в команду. Стайнеры проиграли свой первый громкий бой Кевину Салливану и Ротунде на Clash of the Champions VII, но победили их в матче-реванше на Great American Bash 1989.
В это время менеджером Штайнеров была Мисси Хайатт, и они часто выводили на ринг своего питбуля Арнольда. Рик нервно начал отношения с застенчивой фанаткой по имени Робин Грин, которая в итоге сменила образ и превратилась в Женщину. Грин была ответственна за то, что подставила подножку Скотту на Clash of the Champions VIII и лишила Штайнеров титула командных чемпионов мира NWA, а также заманила Скотта в драку на парковке, которую устроили Кевин Салливан и её новая команда Doom. Doom, с Женщиной в их углу, победили Штайнеров на Halloween Havoc 1989 после вмешательства Женщины.
1 ноября 1989 года в Атланте, Джорджия, «Братья Штайнеры» победили «Потрясающих вольных птиц» (Майкл Хейс и Джимми Гарвин) и завоевали титул командных чемпионов мира NWA. Они удерживали титул более пяти месяцев, прежде чем проиграли его Doom (Бутч Рид и Рон Симмонс) в Вашингтоне, на шоу Capital Combat. «Братья Штайнеры» победили «Полуночный экспресс» (Бобби Итон и Стэн Лейн) за титул командных чемпионов Соединённых Штатов NWA 24 августа в Ист-Рутерфорде, Нью-Джерси. Во время их чемпионства WCW вышел из National Wrestling Alliance (в январе 1991 года), и титул был переименован в титул командных чемпионов Соединённых Штатов WCW. «Братья Штайнеры» участвовали в матче WarGames на WrestleWar 1991, который получил пятизвездочный рейтинг от Wrestling Observer Newsletter. После выигрыша титул командных чемпионов мира WCW 18 февраля, они сдали титул командных чемпионов Соединённых Штатов WCW. После того как они выиграли титул командных чемпионов IWGP у Хироси Хасэ и Кэнсукэ Сасаки на WCW/New Japan Supershow 21 марта, комментаторы стали называть их «чемпионами Тройной Короны».
В 1990 году Штайнер начал выступать в одиночных матчах. На шоу WCW на TBS (Power Hour, Saturday Night и Main Event) проводилась серия NWA/WCW Gauntlet Series, в которой один рестлер выбирался для поединка с другой топ-звездой на каждом шоу в выходные дни и выигрывал $10 000, если побеждал всех троих. Штайнер был первым, кто успешно это сделал с 21 по 23 сентября, победив Бобби Итона, Рика Флэра и Арна Андерсона. 30 января 1991 года Штайнер провел матч за звание чемпиона мира WCW в тяжелом весе против Флэра на шоу Clash of the Champions XIV: Dixie Dynamite, который закончился вничью. В конце 1992 года Штайнеры временно распались, когда Рик получил разрыв грудной мышцы. После этого Скотт начал выступать в одиночных матчах, а затем, когда он объединился с Маркусом Багвеллом против Стива Остина и Брайана Пиллмана на эпизоде WCW Worldwide от 10 октября 1992 года, он стал исполнять роль хила. Во время матча Багвелл получил травму, когда на него напал Арн Андерсон, и когда Штайнер пошел передать право боя Багвеллу, он не смог этого сделать. Разозленный Штайнер ударил Багвелла ногой и бросил его на ринг, где на него напали Остин и Пиллман, которые выиграли матч. Вскоре после этого, 17 октября 1992 года, он выиграл титул телевизионного чемпиона мира WCW. Позднее Штайнер отказался от титула, когда «Братья Штайнеры» покинули WCW и перешли в World Wrestling Federation (WWF) в ноябре того же года после спора о контракте с исполнительным вице-президентом WCW Биллом Уоттсом.

### World Wrestling Federation (1992—1994)
Сотрудники WWF по работе с персоналом Пат Паттерсон и Брюс Причард были очарованы Скоттом Штайнером и предложили Винсу Макмэну идею о том, чтобы Скотт неожиданно появился на Royal Rumble в 1993 году и выиграл «Королевскую битву», а затем завоевал титул чемпиона мира на WrestleMania IX. Однако Винсу не понравилась эта идея, а сами Штайнеры заявили о своем желании остаться командой, и Винс начал использовать их в паре. «Братья Штайнеры» дебютировали на телевидении WWF, ступив с речью 21 декабря 1992 года в эпизоде Prime Time Wrestling. Они появились на дебютном эпизоде Raw 11 января 1993 года. Их дебют на PPV состоялся 24 января 1993 года на Royal Rumble, где они победили «Братьев Беверли» (Блейк и Бо). На WrestleMania IX 4 апреля «Братья Штайнеры» победили «Хэдшринкеров» (Саму и Фату).
После WrestleMania «Братья Штайнеры» враждовали с Money Inc. (Тед Дибиаси и Ирвин Р. Шистер). На King of the Ring 13 июня «Братья Штайнеры» и «Дымящиеся пушки» (Билли и Барт) победили «Хэдшринкеров» и Money Inc. в матче команд из восьми человек. На следующий вечер в Колумбусе, Огайо, в матче, который не транслировался на Raw, «Братья Штайнеры» победили Money Inc. и завоевали титул командных чемпионов мира WWF. Money Inc. вернули себе титул 16 июня на домашнем шоу в Рокфорде, Иллинойс, и проиграли его обратно Штайнерам на другом домашнем шоу, 19 июня в Сент-Луисе, Миссури. Братья Штайнер защитили титул против «Небесных тел» (Том Причард и Джимми Дель Рей) на SummerSlam 30 августа в своем родном Мичигане.
На эпизоде Raw от 13 сентября в Нью-Йорке «Братья Штайнеры» защитили титул против «Квебекеров» (Жак и Пьер) в матче «Правила провинции Квебек», в котором титул мог переходить из рук в руки по дисквалификации. Матч закончился, когда менеджер «Квебекеров», Джонни Поло, бросил на ринг хоккейную клюшку, и Скотт поймал её. Когда рефери увидел, что Скотт держит посторонний предмет, он дисквалифицировал Штайнеров и присудил титул «Квебекерам». На следующей неделе Скотт победил Пьера в одиночном матче на Raw. Штайнер участвовал в главном событии Survivor Series в матче на выбывание, что стало его единственным выступлением на PPV WWF. 22 января 1994 года Скотт Штайнер стал первым участником «Королевской битвы» на Royal Rumble. Через девять минут он был выброшен Дизелем. После этого братья Штайнер покинули WWF в середине 1994 года.

### New Japan Pro Wrestling (1991—1995)
С 1991 года Штайнеры работали в New Japan Pro-Wrestling, имея контракты с WCW и WWF. 21 марта 1991 года они победили Хироcи Хасэ и Кэнсукэ Сасаки, завоевав титул командных чемпионов IWGP. 5 ноября они уступили титулы Хасэ и Кейдзи Муто. Затем 26 июня 1992 года они победили Биг Ван Вейдера и Бам Бам Бигелоу и завоевали титулы. 22 ноября они передали их Скотту Нортону и Тони Халме. За время пребывания в WWF они провели всего несколько матчей.
В 1994 году, после ухода из WWF, они вернулись в Японию в качестве постоянных работниковдо конца 1995 года.

### Extreme Championship Wrestling (1995)
28 июля 1995 года «Братья Штайнеры» дебютировали в Extreme Championship Wrestling (ECW), победив Дадли Дадли и Воина-вампира. 4 августа они победили Дадли Дадли и 2 Колд Скорпио. Они дебютировали на арене ECW 5 августа на шоу Wrestlepalooza в команде с Эдди Герреро, проиграв Скорпио, Дину Маленко и Кактусу Джеку. 25 августа они победили Скорпио и Маленко, а на следующий вечер победили Скорпио и Криса Бенуа. 28 августа они победили Дадли Дадли и Тайнцуй с Дадли. 16 сентября на Gangstas Paradise, объединившись с Тэзом, они проиграли «Элиминаторам» (Джон Кронус и Перри Сатурн) и Джейсону. 23 сентября они победили Ворона и Стиви Ричардса. Скотт Штайнер совершил свое последнее выступление в ECW 28 октября, объединившись с Тэзом и проиграв «Элиминаторам».

### Возвращение в WCW (1996—2001)

#### Братья Штайнеры (1996—1998)

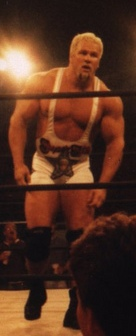
Штайнер во время эфира Nitro в 1998 году

Братья Штайнеры вернулись в WCW в 1996 году. 24 июля они выиграли титул командных чемпионов WCW у «Гарлем Хит», но уже через три дня проиграли его обратно. После образования «Нового мирового порядка» (nWo) «Братья Штайнеры» враждовали с «Аутсайдерами», которые выиграли чвыиграли титул командных чемпионов WCW у «Гарлем Хит». Эта вражда продолжалась с 1996 по начало 1998 года. В то же время Штайнеры враждовали с другими членами nWo, такими как «Вишес и Делишес», и продолжали проводить матчи с «Гарлем Хит». С конца 1997 по начало 1998 года Скотт Штайнер претерпел заметные физические изменения, такие как значительное увеличение мышечной массы, стрижка его фирменного маллета и отращивание козлиной бородки. В этот период Штайнер начал враждовать с членом nWo Баффом Багвеллом по поводу того, у кого лучше физическая форма. Вскоре он начал оставлять Рика на ринге одного во время командных матчей или начинать матч без участия брата.

#### Новый мировой порядок (1998—1999)
22 февраля 1998 года Штайнер присоединился к nWo на SuperBrawl VIII, напав на своего брата Рика, когда они защищали титул командных чемпионов WCW против «Аутсайдеров». На следующий вечер, на шоу Nitro, он принял новый образ, покрасив волосы и бороду в белый цвет и ещё больше увеличив свою мышечную массу. После этого Скотт получил прозвища «Белый гром», в связи с его осветленными волосами и козлиной бородкой, а также его полностью белой одеждой, и «Суперзвезда», как дань уважения Суперзвезде Билли Грэму. Однако вскоре он отказался от обоих прозвищ и стал называть себя «Большой папа качок» (англ. Big Poppa Pump). В дальнейшем Штайнер изменил свой костюм: он стал носить солнцезащитные очки и головной убор в виде кольчуги. Затем он начал работать в команде с бывшим соперником Баффом Багвеллом и оставался членом nWo до расформирования группы в начале 1999 года.

#### Чемпионские титулы (1999—2001)
В 1999 году Штайнер враждовал с Голдбергом, Даймондом Далласом Пейджем, Букером Ти и Реем Мистерио-младшим и выиграл титул чемпиона Соединённых Штатов WCW в тяжелом весе и телевизионного чемпиона мира. В конце 1999 года он получил травму спины и был лишен титула чемпиона Соединённых Штатов. На одном из выпусков Nitro в декабре 1999 года Штайнер выступил с заявлением о своем уходе из реслинга из-за травмы. Позже вечером он показал, что на самом деле здоров и напал на Сида Вишеса. В 2000 году он продолжал быть одним из главных злодеев и присоединился к реформированному nWo.
После повторного расформирования nWo Штайнер ненадолго присоединился к группировке Винса Руссо и Эрика Бишоффа «Новая кровь», а затем перешел в «Клуб миллионеров», на короткое время став фейсом. На Spring Stampede он участвовал в турнире за звание чемпиона Соединённых Штатов WCW в тяжелом весе и победил Стену по дисквалификации, когда тот ослепил его, в результате чего Стена случайно сломал стол, бросив в него рефери. Затем он победил Майка Осома, применив свой коронный приём Steiner Recliner, и в итоге выиграл турнир, победив Стинга в финале, хотя и из-за вмешательства предыдущего противника Стинга — Вампиро. Штайнер также враждовал с Тэнком Эбботом и своим братом Риком, теперь уже хилом. На шоу Bash at the Beach Штайнер снова стал хилом в матчле против Кевина Нэша и помог Голдбергу победить его в матче, где на кону стоял контракт Скотта Холла. 26 ноября 2000 года на Mayhem Штайнер победил Букера Ти и завоевал титул чемпиона мира WCW в тяжелом весе, став при этом чемпионом Тройной Короны. В январе 2001 года Штайнер стал центральной фигурой в «Великолепной семерке» Рика Флэра. Он враждовал с Букером Ти в течение нескольких месяцев, пока не проиграл ему чемпионат мира в тяжелом весе на последнем в истории выпуске Nitro 26 марта 2001 года. После того как WCW была приобретена WWF, Рехштайнер, в отличие от многих своих коллег, не присоединился к WWF, а предпочел дождаться окончания срока действия своего контракта с AOL Time Warner в конце того же года, прежде чем искать другое место работы.

### World Wrestling All-Stars (2001—2002)
После истечения контракта с AOL Time Warner в ноябре 2001 года, Рехштайнер присоединился к World Wrestling All-Stars, где он воссоединился со своим бывшим менеджером из WCW Мидаей. Он выступал на домашних шоу WWA в Европе и Австралии в течение 2001 и 2002 годов. На третьем платном шоу WWA The Eruption, состоявшемся 12 апреля 2002 года в Мельбурне, Штайнер бросил вызов Нейтану Джонсу в борьбе за титул чемпиона мира WWA в тяжелом весе. Несмотря на присутствие на ринге распорядителя WWA Сида, Штайнер смог обманом добиться победы, ударив Джонса поясом и заставив его сдаться от приёма Steiner Recliner. Штайнер удерживал пояс в течение нескольких месяцев (хотя так и не защитил его), после чего в ноябре 2002 года отказался от него и ушел из WWA в World Wrestling Entertainment (WWE). До прихода в WWE Штайнер вместе со своим братом Риком победил Хироси Танахаси и Кэнсукэ Сасаки 2 мая 2002 года в Японии на шоу, посвященном 30-летию New Japan Pro-Wrestling.

### Возвращение в WWE (2002—2004)

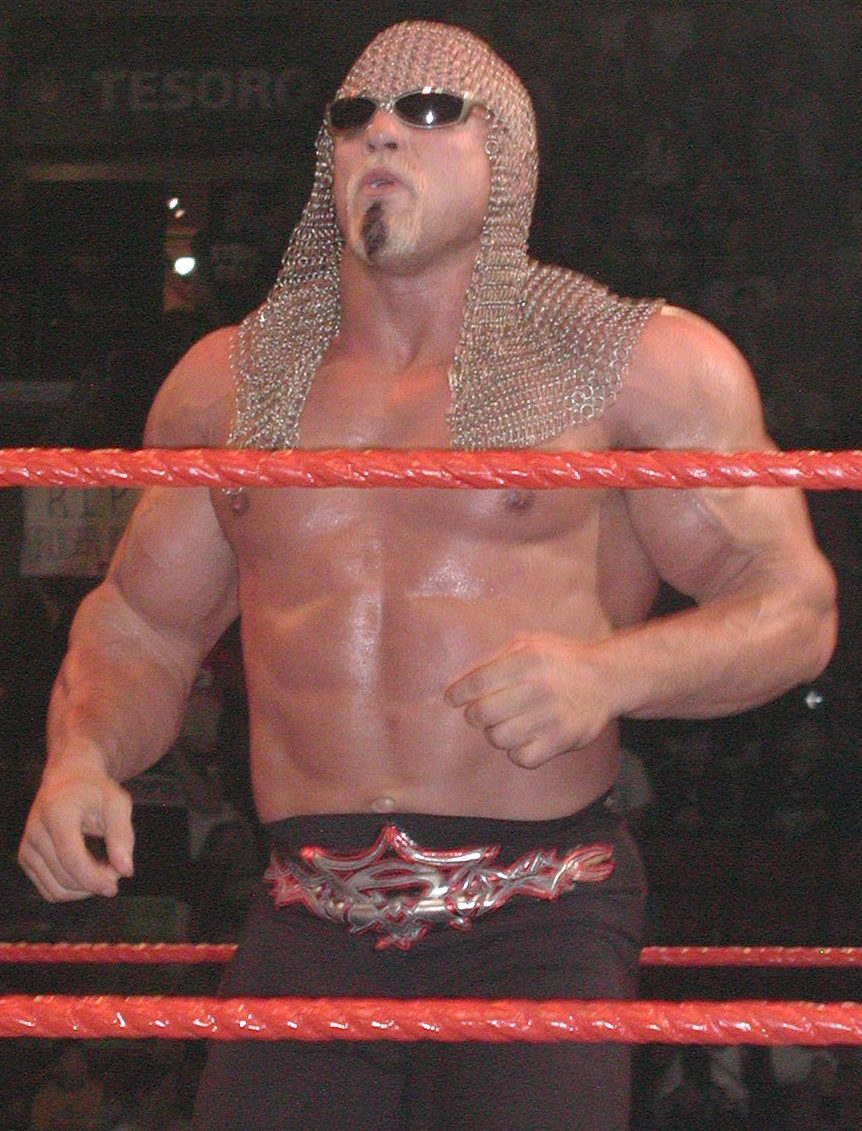
Штайнер в WWE в 2003 году

В октябре 2002 года Рехштайнер подписал трехлетний контракт с World Wrestling Entertainment и вернулся на телевидение WWE после восьмилетнего отсутствия 17 ноября на Survivor Series в «Мэдисон-сквер-гарден». Там Скотт Штайнер напал на Мэтта Харди и Кристофера Новински после того, как они произнесли речь, оскорбляющую Нью-Йорк, утвердив себя в качестве фейса.
В последующие недели генеральные менеджеры Эрик Бишофф и Стефани Макмэн оба добивались Штайнера, каждый пытался подписать его на свой бренд, Raw или SmackDown!. Бишофф в конце концов добился успеха, после того как Макмэн отвергла сексуальные ухаживания Штайнера.
На Raw в январе 2003 года Штайнер начал враждовать с чемпионом мира в тяжелом весе Triple H и его группировкой «Эволюция». Они начали соревноваться друг с другом в силе и мышечной массе, что привело к матчам за титул чемпиона мира на Royal Rumble и No Way Out. Штайнер выиграл первый матч по дисквалификации после того, как Triple H атаковал его кувалдой, а второй матч на No Way Out проиграл удержанием. Оба матча не были хорошо приняты фанатами, а второй получил награду «Худший матч» по версии Wrestling Observer Newsletter.
14 апреля Штайнер сразился с Новински в дебатах по поводу войны в Ираке. Позже, в том же году, Штайнер сформировал команду с Тестом, менеджером которой стала Стэйси Киблер. Команда просуществовала несколько месяцев и враждовала с La Résistance. Они распались после того, как Тест стал хилом и начал женоненавистнически относиться к Киблер. 15 июня Штайнер победил Теста в матче, чтобы получить менеджерские услуги Киблер на Bad Blood, но проиграл её обратно Тесту в матче-реванше на эпизоде Raw 18 августа. На шоу Unforgiven 21 сентября Штайнер встретился с Тестом, на кону снова стояли менеджерские услуги Киблер, а также дополнительное условие: если Штайнер проиграет, он станет слугой Теста. Штайнер проиграл после того, как вмешательство Киблер дало обратный эффект, и по просьбе Теста команда воссоединилась. После того как очередная ошибка Киблер стоила команде матча на Raw 29 сентября, Штайнер ударил её в живот, в результате чего стал хилом и объединился с Тестом, а Кейблеру пришлось остаться их не желающим того менеджером. 1 декабря Мик Фоли уволил по сюжету Штайнера и Теста, освободив Стейси. Его последний матч в WWE состоялся в 2004 году в рамках «Королевской битвы» на Royal Rumble, он продержался более 6 минут, прежде чем был выброшен Букером Ти. В 2004 году Штайнер получил травму, которая выбила его из строя на два месяца. После травмы он был уволен из WWE 17 августа 2004 года.

### Независимые компании (2004—2006)
В июле 2004 года Рехштайнер перенес операцию на стопе: ему вставили шесть винтов, пересадили сухожилие и сделали костный трансплантат. После этого он восемь месяцев восстанавливался в гипсе. Скотт Штайнер вернулся на ринг 28 августа 2005 года в Ашвилле, Северная Каролина, в независимом промоушене Universal Championship Wrestling, а в 2006 году объединился со своим братом Риком. 10 июня 2006 года они победили Диско Инферно и Джеффа Льюиса. Он недолго выступал в LAW вместе с Баффом Багвеллом и враждовал с командой «Слава и удача».
11 марта 2006 года «Братья Штайнеры» победили Эдди Венома и Элвиса Эллиота на рестлинг-шоу UCW в Бей-Сити, Мичиган.
2 июня 2006 года «Братья Штайнеры» победили Элвиса Эллиота и Оригинального Синна (Синн Бодхи) на рестлинг-шоу UCW в Bay City Western High School в Оберне, Мичиган, на шоу под названием «Братья Штайнеры возвращаются домой».

### Total Nonstop Action Wrestling (2006—2010)

#### Союз с Джеффом Джарреттом (2006—2007)

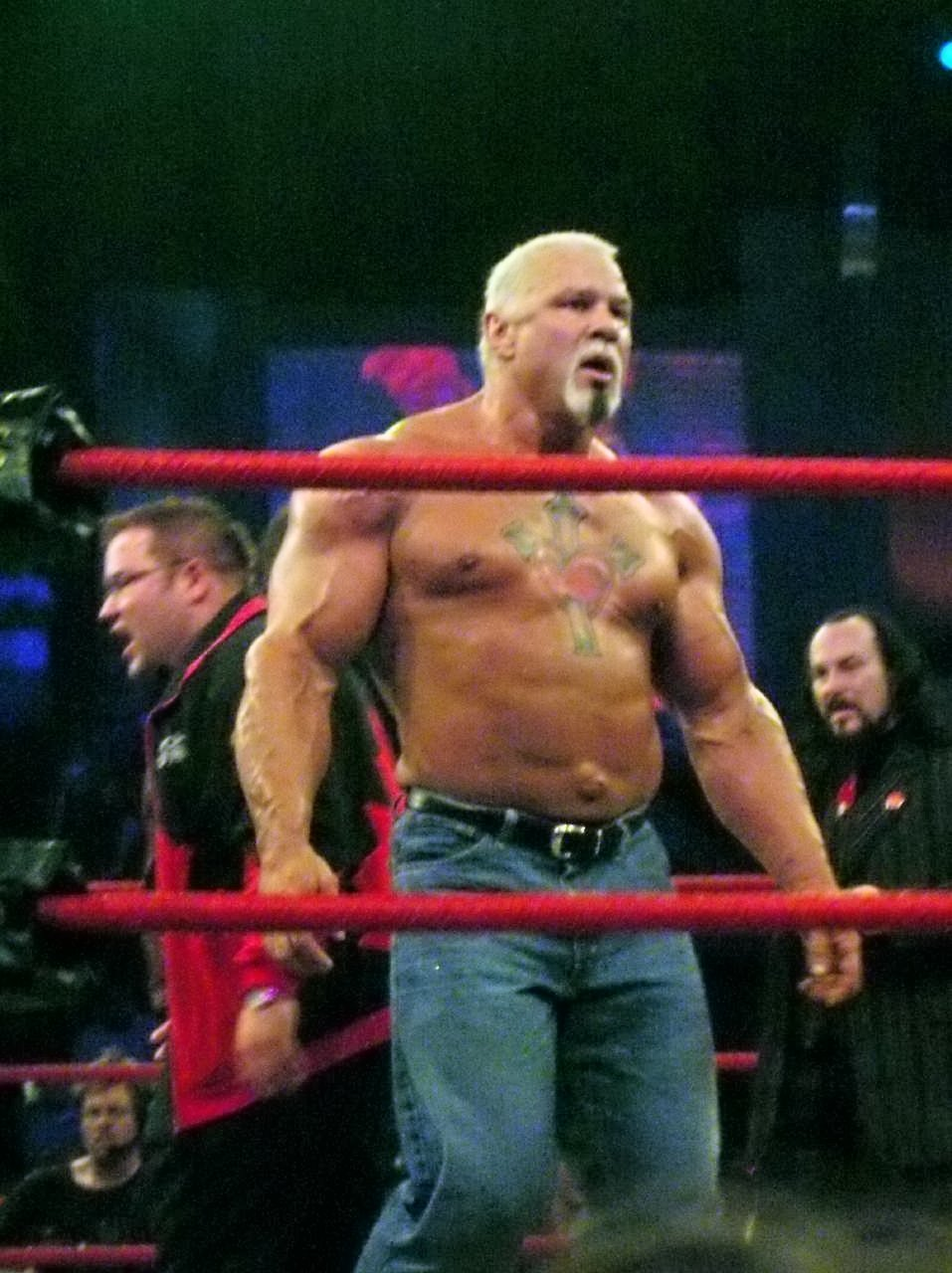
Штайнер в TNA

Штайнер дебютировал в Total Nonstop Action Wrestling (TNA) на Destination X 2006, а 18 марта дебютировал на Impact!, представившись телохранителем Джеффа Джарретта. В последующие недели он нападал на рестлеров и персонал TNA, требуя, чтобы его взяли на работу.
На Lockdown 23 апреля Штайнер, Джарретт и America’s Most Wanted проиграли Стингу, Эй Джей Стайлзу, Рону Киллингсу и Райно в матче Lethal Lockdown. Затем Штайнер и Джарретт бросили вызов Стингу и выбранному им партнеру, чтобы встретиться с ними на Sacrifice 14 мая. Стинг намекнул на трех потенциальных партнеров (Бафф Багвелл, Лекс Люгер и Рик Штайнер), но выбрал Самоа Джо. Стинг и Джо победили Штайнера и Джарретта.
Не сумев победить Стинга, чтобы получить право на третий матч «Царь горы», Штайнер проиграл Самоа Джо на Slammiversary. На Victory Road он встретился с Джо, Стингом и Кристианом Кейджем в четырёхстороннем поединке, чтобы определить претендента номер один на титул чемпиона мира в тяжелом весе NWA Джарретта. Стинг победил Штайнера, и Штайнер вернулся к роли телохранителя Джарретта. Затем он встретился с Кристианом Кейджем на шоу Impact! 10 августа и был в углу Джарретта на Hard Justice, после чего исчез из TNA.
8 февраля 2007 года Штайнер вернулся в качестве «специального консультанта» чемпиона мира в тяжелом весе NWA Кристиана Кейджа на матч Кейджа с Куртом Энглом на шоу Against All Odds, вмешался в матч, чтобы лишить Энгла победы и присоединился к коалиции Кристиана. Штайнер победил Энгла в матче для определения претендента номер один, а затем проиграл ему на Destination X. На Lockdown Штайнер был в составе команды Кейджа, которая проиграла команде Энгла в матче Lethal Lockdown.

## Личная жизнь
С 7 июня 2000 года Рехштайнер женат на Кристе Подседли. У них двое совместных детей. Его племянник Бронсон Рехштайнер также является рестлером и в настоящее время работает в WWE.

## Происшествия и противоречия
Увеличение массы тела Рехштайнера в конце 1990-х годов привело к обвинениям в злоупотреблении стероидами, которые он отрицал. После возвращения в WWE в конце 2002 года его попросили пройти тест на стероиды, и он согласился при условии, что Трипл Эйч тоже пройдет тест; он утверждает, что WWE не выполнила ни один из этих тестов.
21 апреля 1998 года в округе Чероки, Джорджия, Рехштайнер угрожал сотруднику Департамента транспорта Джорджии Полу Касперину после того, как Касперин сообщил ему, что съезд с шоссе I-575 закрыт. Затем он дважды наехал на Касперина своим пикапом Ford F-250. Касперин серьёзно не пострадал. Впоследствии Рехштайнер был арестован и 17 марта 1999 года признал себя виновным в нападении при отягчающих обстоятельствах и угрозе терроризма, что является тяжким преступлением и предусматривает максимальное наказание в виде 30 лет лишения свободы. В соответствии с правилами штата Джорджия, согласно которым впервые совершивший преступление признается невиновным, если он не нарушает условия испытательного срока, судья К. Майкл Роуч приговорил Рехштайнера к 10 дням заключения в тюрьме округа Чероки. Он также назначил Рехштайнеру семь лет испытательного срока, обязал его выплатить 25 000 долларов в качестве штрафа, реституции и судебных издержек, а также обязал его выполнить 200 часов общественных работ.
В декабре 2005 года Рехштайнер, Лекс Люгер и Бафф Багвелл были сняты с рейса из Миннеаполиса в Виннипег после беспорядков на борту самолёта. Их задержали на несколько часов, после чего Рехштайнера и Багвелла отпустили и разрешили продолжить путешествие; Люгера же задержали без залога, а позже предъявили обвинения и посадили в тюрьму. Позже Рехштайнер упоминал об этом инциденте в своих речах в рестлинге, описывая себя как жестокого преступника, не считающегося с силами правопорядка.
На домашнем шоу TNA в Сан-Хуане 3 июня 2007 года Рехштайнер получил удар ногой в горло от своего противника Аполо. После того, как он начал кашлять кровью, его на машине скорой помощи доставили в больницу, где ему поставили диагноз «разрыв трахеи» и дали пять часов жизни. Его ввели в искусственную кому на два дня, пока врачи иссекали его ребра и легкое, чтобы восстановить разрыв, а затем начали откачивать жидкость из легких в течение следующих двух недель. Не имея возможности летать, поскольку изменение давления воздуха могло привести к коллапсу легких, он в конце концов уплыл на круизном лайнере и через неделю прибыл на материковую часть США.
Рехштайнеру было запрещено присутствовать на церемонии Зала славы WWE 2015 года после того, как жена Халка Хогана обвинила его в том, что он приставал к ней в аэропорту Сан-Хосе. Жена Хогана утверждала, что он угрожал убить Хогана, и супруги впоследствии сообщили об инциденте в полицию. Рехштайнер отрицает, что угрожал убийством.

## Титулы и достижения

### Борьба
- National Collegiate Athletic Association
  - 1983 Division I Big 10 — 5-е место
  - 1984 Division I Big 10 — Финалист
  - 1985 Division I Big 10 — Финалист
  - 1986 Division I Big 10 — Финалист
  - 1986 Division I All American — 6-е место

### Рестлинг
- Continental Wrestling Association
  - Командный чемпион мира CWA (3 раза) — с Билли Тревисом (2) и Джедом Гранди (1)
- Jim Crockett Promotions / World Championship Wrestling
  - Командный чемпион Соединённых Штатов NWA/WCW (1 раз) — с Риком Штайнером
  - Командный чемпион мира NWA (Mid-Atlantic)/WCW (7 раз) — с Риком Штайнером
  - Чемпион Соединённых Штатов WCW в тяжёлом весе (2 раза)
  - Чемпион мира в тяжёлом весе WCW (1 раз)
  - Телевизионный чемпион мира WCW (2 раза)
  - Pat O’Connor Memorial Tag Team Tournament (1990) — с Риком Штайнером
  - Девятый чемпион Тройной Короны
- Mid-Atlantic Championship Wrestling
  - Чемпион NWA Mid-Atlantic в тяжёлом весе (1 раз)
  - Командный чемпион NWA Mid-Atlantic (1 раз) — с Риком Штайнером
- New Japan Pro Wrestling
  - Командный чемпион IWGP (2 раза) — с Риком Штайнером
- Pro Wrestling America
  - Командный чемпион PWA (1 раз) — с Риком Штайнером
- Pro Wrestling Illustrated
  - Матч года (1991) с Риком Штайнером против Лекса Люгера и Стинга на SuperBrawl
  - Команда года (1990, 1993) с Риком Штайнером
  - Самый прибавивший рестлер года (1989)
  - PWI ставит его команду с Риком Штайнером под №2 в списке 100 лучших команд 2003 года
  - PWI ставит его под №6 в списке 500 лучших рестлеров 1991 года
  - PWI ставит его под №77 в списке 500 лучших рестлеров 2003 года
- Ring Ka King
  - Командный чемпион Ring Ka King (1 раз) — с Абиссом
- Stars and Stripes Championship Wrestling
  - Чемпион SSCW в тяжёлом весе (1 раз)
- Total Nonstop Action Wrestling
  - Командный чемпион мира TNA (1 раз) — с Букером Ти
  - Командный чемпион мира Impact (1 раз) — с Элаем Дрейком
- World Wrestling All-Stars
  - Чемпион мира WWA в тяжёлом весе (1 раз)
- World Wrestling Association (Indianapolis)
  - WWA World Heavyweight Championship (1 раз)
  - WWA World Tag Team Championship (1 раз) — с Джерри Грэмом мл.
- World Wide Wrestling Alliance
  - WWWA Heavyweight Championship (1 раз)
- World Wrestling Council
  - WWC Universal Heavyweight Championship (1 раз)
- World Wrestling Federation/WWE
  - Командное чемпионство мира WWF (2 раза) — с Риком Штайнером
  - Зал славы WWE (2022) — с Риком Штайнером
- Wrestling Observer Newsletter
  - Приём года (1989, 1990) Frankensteiner
  - Матч года (1991) с Риком Штайнером против Хироси Хасэ и Кэнсукэ Сасаки на WCW/New Japan Supershow
  - Команда года (1990) с Риком Штайнером
  - Пятизвёздочный матч (1991) с Брайаном Пиллманом, Стингом и Риком Штайнером против Рика Флэра, Ларри Збышко, Сида Вишеса и Барри Уиндема (24 февраля, матч WarGames, WrestleWar)
  - Худший матч года (2003) против Трипл Эйча на No Way Out